# Hagbard Berner
Hagbard Emanuel Berner (født 12. september 1839 i Sunndal, død 24. januar 1920 i Kristiania) var en norsk politiker og journalist, der var stortingsrepræsentant, borgmester i Christiania og den første redaktør for Norges førende liberale avis Dagbladet. Han var fætter til Carl Christian, Axel Olaf og Søren Hjalmar Normann Berner.

## Liv og virke
Berner blev cand. jur. 1863, vandt 1865 Kronprinsens guldmedalje for en afhandling om den norske grundlovs kilder, overtog 1869 redaktionen af Dagbladet, der under hans ledelse snart blev Venstres hovedorgan, og hvis chefredaktør han var indtil udgangen af 1879.
1880-88 var Berner en af Akershus Amts repræsentanter på Stortinget, hvor han stadig var medlem af budgetkomiteen, og fra 1883 dens formand, samt medlem af andre komiteer og sekretær i aktionskomitéen under rigsretten 1883-84. 1871-98 var han statsrevisor, 1884-99 medlem af Norges Hypotekbanks direktion, 1898-1912 borgmester i Kristiania.
Berner trådte ud i livet besjælet af idealistisk radikalisme og brændende nidkærhed for reformpolitikkens sag. Stærkt påvirket af positivistisk filosofi tog han initiativet eller sluttede sig i første række til enhver bevægelse, som satte politisk, social eller religiøs frigørelse som sit mål. I sit blad og i Stortinget var han en altid kampberedt og frygtløs agitator for samtidens mest pågående reformkrav, ofte i deres endnu umodne fremtræden.
Fra første færd af havde den norske Maalrejsning hans sympati; han var 1868 en af stifterne af Det norske Samlaget og i de 10 første år dettes formand, senere medlem af domsnævnet (trykningsudvalget). I 1869-79 stod han som formand i Kristiania skytterlag og var 1881 med til at stifte folkevæbnings-samlagene, ligesom han blev formand for samlaget i Akershus Amt.
Juryreformen havde i Berner en varm tilhænger, og det var ham, som 1882 udarbejdede motiverne til lovforslaget om dens gennemførelse, ligesom han var medlem af den kommission, som endelig reviderede straffeprocesloven af 1. juli 1887. Berner var 1884 medstifter af Norsk Kvinnesaksforening, hvor han var den første formand, og 1889 af Norsk Ligbrændingsforening, hvis formand han var 1891-1909.
Berner var medlem af kommissioner om bankvæsenet (1884), om toldtariffen (1887), af en departemental komité om salg og udskænkning af brændevin (1889), af den parlamentariske arbejderkommission af 1896, og han var Norges repræsentant på den internationale alkoholkongres i La Haye 1891 og ved møntkonferencen i Bryssel 1892. Berner har udfoldet en omfattende virksomhed som politisk og socialreformatorisk publicist i brochurer, tidsskrifter og dagspresse.
Berner var i 1889 med til at grundlægge livsforsikringsselskabet Glitne, 1892 Norsk garantiselskab og har hele tiden været medlem af disse selskabers direktion. Ved sit Udkast til lovbestemmelser om kommunal grundskat med motiver (1908) fremsatte han forslag om indførelse af værdistigningsskat på grundejendom, en reform han 1910-14 arbejdede for i en kommission til udarbejdelse af en ny lov om matrikelskat og skat pä værdistigning.

## Flag og bysnavn
I 1874 tog Berner til orde for, at hovedstaden igen skulle hedde Oslo. Han udtalte sig også skarpt mod opførelsen af en statue af Christian 4. på Stortorget. "De oldenborgske konger er en bedrøvelig række konger...Som menneske var [Chr. 4.] forargelig ved sin væmmelige råskab og usædelighed. Hans forstandsevner var ikke fremragende, hans interesse for Norge indskrænkede sig nærmest til at skaffe mest muligt penge, soldater og matroser ud af landet...Han udvidede Oslos bygrænse og viste sin forfængelighed ved at opkalde det nye bystrøg efter sig selv, og derved gav vor hovedstad et navn, som hos udlændinge vækker den lidet smigrende tanke, at byen skyldes en kristen koloni, anlagt i et hedensk og barbarisk land..."
Allerede før han kom på Stortinget, havde han i 1879 fremsat forslag om "flaget og hærens fane" med udgangspunkt i Stortingets beslutning af 1821 om Norges nationalfarver og flag. Som Bjørnstjerne Bjørnson sagde om Berner: "Han valgte ikke snogens vej." I et møde i Arbejdersamfundet ledet af Bjørnson 13. marts 1879, talte Berner åbent til fordel for "flagsagen" og fik efterfølgende 17 vinduer i sin bolig i Munkedamsveien stenet i bygningens stueetage og på første sal. Da Morgenbladet den følgende dag kunne fortælle, at redaktør Berner boede på anden sal, tog mængden igen ud til bydelen Filipstad og knaldede også ruderne i den etage. Lovforslaget faldt, men blev genoptaget og vedtaget i 1898. Ved flagskiftet på Akershus slot i 1905 stod Berner med en af stenene fra rudeknusingen i Munkedamsveien i hånden, mens det rene norske flag - af Morgenbladet forhånet som "Venstreflaget" - blev hejst.